# 舒弘緒
舒弘緒（1556年—？），字崇孝，號悦斋，湖廣武昌府興國州通山縣人，軍籍，明朝政治人物。

## 生平
萬曆元年（1573年）癸酉科湖廣鄉試第三十五名，萬曆十一年（1583年）癸未科會試第三百四十三名，登三甲第四十二名進士。改翰林院庶吉士，丁憂，十五年授吏科给事中，十六年主考广西。十九年復除原官，二十年以争豫教皇长子，萬曆帝怒，調南京用，除名为民。天启年间，赠光禄少卿。

## 家族
曾祖舒玉高，曾任壽官；祖父舒有爵；父舒彥，曾任訓導。母夏氏。严侍下。